# A1 (motorväg, Tyskland)
För andra betydelser, se A1.
A1 är en motorväg i Tyskland och sträcker sig ifrån Heiligenhafen i norra delen av landet till Saarbrücken i sydvästra delen av landet. Via städerna Lübeck, Hamburg, Bremen, Osnabrück, Münster, Dortmund, Wuppertal, Köln, Trier. Motorvägen är ej utbyggd än i Eifelbergen och ifrån Heiligenhafen till Puttgarden. Motorvägen är 732 km lång och när den är helt utbyggd så kommer den att vara mer 780 km lång, vilket kommer att göra den till en av de längsta motorvägarna i Tyskland. Idag är det endast motorvägarna A7 och A3 som är längre.
Motorvägen är en av de viktigare för den skandinaviska europatrafiken. Den delar huvudansvaret tillsammans med A7 för att föra trafiken söderut. A1 leder den skandinaviska trafiken västerut till länder som Frankrike, Spanien, Belgien etcetera, medan A7 leder trafiken mer till länder som Österrike, Schweiz och Italien.
Den är också en av de viktigare vägarna i Tyskland, då den förbinder flera stora städer med varandra, som Hamburg och Köln. Den leder också trafik ifrån Hannover och Berlin till Köln.
Motorvägen kallas för Hansalinie mellan Lübeck och Ruhrområdet, eftersom den passerar de före detta betydelsefulla Hansastäderna Lübeck, Hamburg, Bremen, Münster och Köln. Söder om Köln kallas motorvägen för Eifelautobahn eftersom vägen går igenom Eifelbergen.
Förbundsvägen B51 går nästan parallellt med A1 mellan Bremen och Saarbrücken. Den mest trafikerade delen av motorvägen är sträckan mellan trafikplats Hamburg-Süd och HH-Stillhorn.

## Europavägsavsnitt
Motorvägen är europaväg längs hela sträckan, 
- E 47 Puttgarden - Lübeck
- E 22 Lübeck - Hamburg - Bremen - Delmenhorst-Ost
- E 37 Delmenhorst-Ost - Osnabrück - Münster - Dortmund - Köln
- E 31 Motorvägskorsning Köln-Nord - Motorvägskorsning Bliesheim
- E 29 Motorvägskorsning Bliesheim - Blankenheim

lucka i motorvägen Blankenheim - Daun
- E 44 T-Korsning Vulkaneifel - T-Korsning Moseltal
- E 422 T-Korsning Moseltal - Saarbrücken.[6]

## Historia
Motorvägen är byggd under många år. Minst en ny del av vägen har öppnats under varje årtionde sedan 1930-talet, med undantag för 1940-talet då det endast byggdes motorvägar i tre år i Tyskland. 
Den första delen av motorvägen som öppnades var sträckan mellan Hamburg (avfart Dibbersen) och Bremen (avfart Oyten). Den öppnades år 1936 och var en sträcka på 71 km.
Motorvägen börjar i Heiligenhafen, dit motorvägen förlängdes från Gremersdorf och öppnades år 2008. Motorvägen från Gremendorf sydväst mot Oldenburg in Holstein öppnades år 2005 och förbi Oldenburg öppnades den år 2002. Söder om staden är motorvägen äldre, sträckan från Oldenburg till Lensahn och från Lensahn till Neustadt in Holstein-Pelzerhaken öppnades år 1980 respektive år 1979. Sträckan mellan Neustadt in Holstein-Pelzerhaken och Sereetz (Norra Lübeck) öppnades år 1975. Motorvägen blir sedan betydligt äldre. Från Seretz till Lübecks centrum öppnades motorvägen år 1938 och sträckan mellan Lübeck och Hamburg öppnades år 1937. Den östra delen av motorvägen genom Hamburg, den över Elbe öppnades år 1963. Samtidigt öppnades Norderelbbrücke, vilken underlättade resandet mellan Bremen och Lübeck samt resandet mellan flera andra platser. Motorvägen genom Hamburg går i en kvartscirkel runt staden när den kommer in i sydvästlig riktning från Lübeck, där den börjar svänga söder ut öster om staden. Motorvägen passerar sedan över Elbe, och svänger sedan in en t-korsning. Motorvägen från t-korsningen Hamburg-Süd och vidare söder ut till korsningen Maschener Kreuz öppnades i två etapper, den nordligaste 1939 och den sydligaste 1938. Motorvägen går sedan vidare till avfart Dibbersen. Sträckan dit byggdes år 1937. Motorvägen vidare mot Bremen öppnades år 1936 som tidigare nämnts. Motorvägen byggdes inte hela vägen fram till Bremen, utan slutade cirka 5 km utanför stadsgränsen. År 1937 byggdes Bremer Kreuz. År 1962 förlängdes motorvägen ca 2 km. År 1963 byggdes motorvägen ut ytterligare, så att den slutade söder om Bremen, för att år 1964 sluta väster om Bremen. 

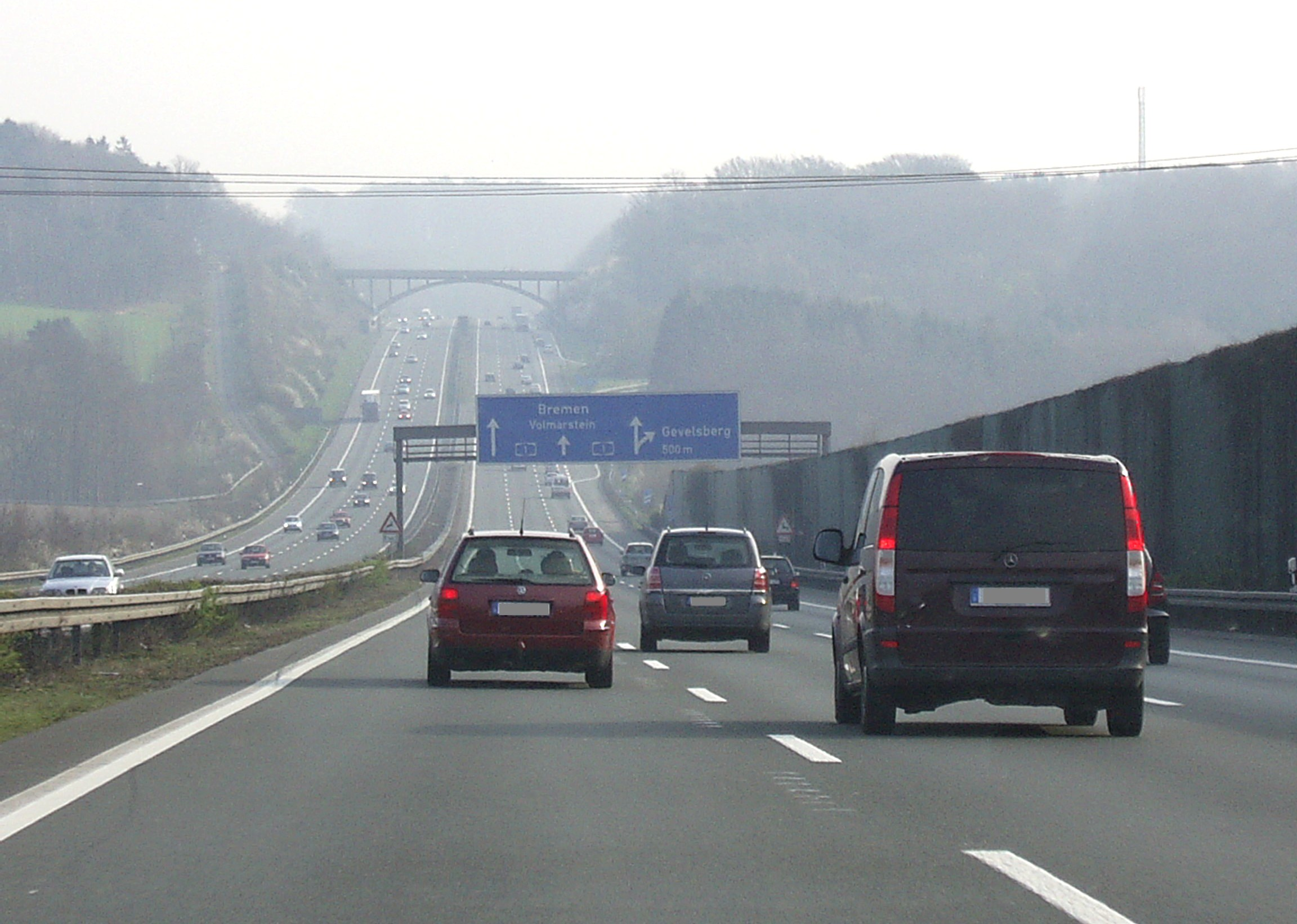
A1 i Ruhrområdet, motorvägen på bilden öppnade år 1960

Motorvägen väster och söder om Bremen byggdes ut snabbt. Under åren 1965-1968 öppnades motorvägen mellan Bremen och Münster. År 1966 öppnades sträckan mellan Delmenhorst och Wildeshausen. Den anslöt då till en sträcka som hade öppnats år 1965 och sträckte sig runt Wildeshausen. År 1966 öppnades också en sträcka söder om Wildeshausen. Den sträckan gick till avfart Cloppenburg. Året efter öppnades motorvägen till avfart Holdorf. År 1968 öppnades sträckan mellan avfart Holdorf och korsning Münster-Süd. Sträckan var på hela 90 km och gick via Osnabrück. När motorvägen var utbyggd till Münster anslöt den till den sträcka som byggts till den gamla korsningen Kamener Kreuz. Den sträckan öppnade år 1965. Sträckan mellan Kamen och korsningen Dortmund/Unna öppnades år 1957. Runt Dortmund och vidare mot Hagen öppnades vägen år 1961 och vidare mot Wuppertal öppnades vägen år 1960. Mellan Wuppertal och Remscheid öppnades vägen år 1956. Från Remscheid till Leverkusen är motorvägen äldre. Motorvägen byggdes här i två etapper, varav den nordliga öppnades 1939 och den sydliga 1938. A1 runt Köln öppnades i två etapper, motorvägen Leverkusen och Köln-Lövenich öppnades år 1965, och sträckan söder om vidare till A4 öppnades år 1962. Motorvägen söder om Köln till Erftstadt öppnades år 1971 och 1972. Sträckan från Kreuz Bliesheim till avfart Wißkirchen öppnades 1977. Motorvägen söderut till avfart Blankenheim öppnades år 1981 och 1982. Söder om avfarten vid Blankenheim har motorvägen ännu inte byggts ut.
Motorvägen börjar sedan nordost om Daun i Rengen. Dit förlängdes motorvägen år 2005 för att tidigare ha slutat öster om Daun. År 1997 öppnades sträckan mellan avfart Daun och t-korsning Vulkaneifel. Motorvägen söder om t-korsning Vulkaneifel är äldre, den delen är från 1970, men öppnades inte som A1 utan som A48. När A1 byggdes norrut fick man därför bygga om vägen så att trafikanter på A48 får svänga. A1 slutade tidigare också söder om Köln och inte i Saarbrücken som idag. Sträckan söder om Wittlich till Salmtal byggdes år 1975. Motorvägen söder om Salmtal över Mosel till t-korsning Moseltal byggdes år 1974. Motorvägen från t-korsning Moseltal till avfart Reinsfeld är från 1983. Sträckan mellan avfart Reinsfeld och korsning (Kreuz) Saarbrücken byggdes i tre etapper och öppnades 1975, 1977, 1976.
Motorvägens namn har inte alltid varit A1. Vägen fick sitt nuvarande nummer när man gjorde om numreringssystemet 1974. A1 utgjordes tidigare till stor del av A24 som fungerade som transitväg. Sträckan norr om Leverkusen var skyltad som A11.

## Planer och byggnationer

### Schleswig-Holstein
Det finns ett fördrag skrivet mellan Tyskland och Danmark om Fehmarn Bält-förbindelsen och landanläggningar, som anger att motorvägen ska byggas till Puttgarden när tunneln är klar (omkring 2026), med undantag av Fehmarnsundbron som behålls som motortrafikledliknande. Dock nämns i fördraget inget straff vid fördröjning. Idag går motorvägen till staden Heiligenhafen. Eftersom Fehmarnsundbron senare ansetts inte tåla stora mängder godståg finns det planer på en tunnel med motorväg och järnväg. En förlängning till Fehmarn Bält innebär att omkring 25 kilometer motorväg måste byggas.
Man förlängde 2012 motorvägen till strax öster om Heiligenhafen.

### Niedersachsen
Mellan Hamburg och Osnabrück/Münster är det idag blandat fyrfiligt (2+2) och sexfiligt (3+3). På vägen färdas det omkring 70 000 fordon per dag, varav ca 20 % av dem är lastbilar. Nattetid är lastbilsandelen omkring 50 %. Man har haft planer på att bredda vägen sedan 1990-talet, men i och med att Tyskland återförenades så har projektet fått vänta, då man främst har satsat pengar på det som var Östtyskland. År 2015 räknar man med att det skall vara omkring 82 000 fordon per dygn. Sträckan som är 66,3 km lång delas in sex stycken sektioner när den ska byggas ut. D.v.s. att vägen byggs ut i etapper. Den standard vägen kommer att få när den är utbyggd är RQ35,5. RQ35,5 är en tysk standard, vilket innebär att det innersta körfältet kommer att vara 3,75 meter brett och de två omkörningsfälten kommer att vara 3,5 meter breda. Vägrenen blir 2,5 meter bred. Till det kommer också mittremsan. Första delen av utbyggnaden stod klar omkring 2008. Hela sträckan kommer dock att ta längre tid.
Rastplatsen Dammer Berge planeras också att byggas ut, den kommer då att utökas med antal parkeringsplatser.

### Nordrhein-Westfalen
Den 36 km långa sträckan mellan Münster och Kamener Kreuz ska byggas ut till sexfiligt (3+3) i tre etapper:
- Kreuz Münster-Süd till Ascheberg (14 km), planeras på längre sikt
- Ascheberg till Hamm-Bockum/Werne, planeras på längre sikt
- Hamm-Bockum/Werne till Kamener Kreuz, denna ligger närmare i tiden

Längre söderut planeras på längre sikt en sexfilig utbyggnad från Kreuz Köln-West till Dreieck Erfttal.

### Eifelbergen
I Eifelbergen är det ett avbrott i motorvägen, "luckan" som finns mellan Trafikplats Blankenheim och Trafikplats Kelberg är 30 kilometer lång. Området är bergigt och glest befolkat vilket gör utbyggnad dyrare och trafikmängd mindre. Planer för en utbyggnad har gjorts, men det kommer att dröja till minst 2025 innan den är klar. Fram till dess kan genomfartstrafik istället ta vägarna A48 och A61.

## Anslutande och korsande vägar
A1 ansluter eller korsar följande Tyska motor- och förbundsvägar. (från nord till syd)
| - B207 - B202 - B501 - B76 - B432 - A226 - B206 - A20 - B75 - B208 - A21 - B404 - B435 - A24 - B5 - A25 |  | - A255 - A250 - A7 - B75 - A261 - B3 - B71 - B75 - A27 - B6 - A28 - B322 - B213 - A29 - B72 - B69 |  | - B214 - B218 - B68 - A30 - B475 - B481 - B219 - B54 - A43 - B51 - B58 - B54 - B61 - A2 - B233 - B1 |  | - A44 - B236 - A45 - B54 - B226 - A43 - A46 - B7 - B51 - B229 - B232 - A3 - B8 - A59 - B9 |  | - A57 - B59 - B55 - A4 - B264 - A61 - B265 - A553 - B51 - B56 - B266 - B477 - B51 Avbrott |  | - B257 - A48 - B421 - B49 - B50 - B49 - A60 - B53 - A602 - B407 - A62 - B269 - B10 - A8 - B268 |

## Vägbeskrivning

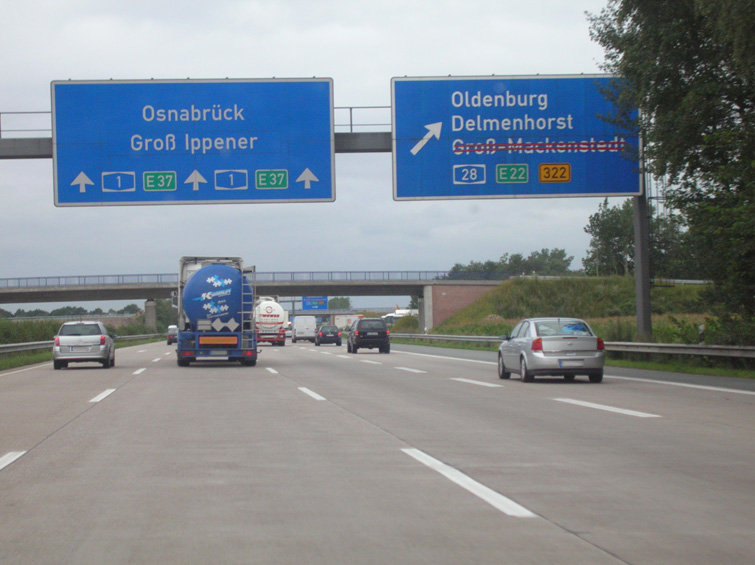
A1 sydväst om Bremen.

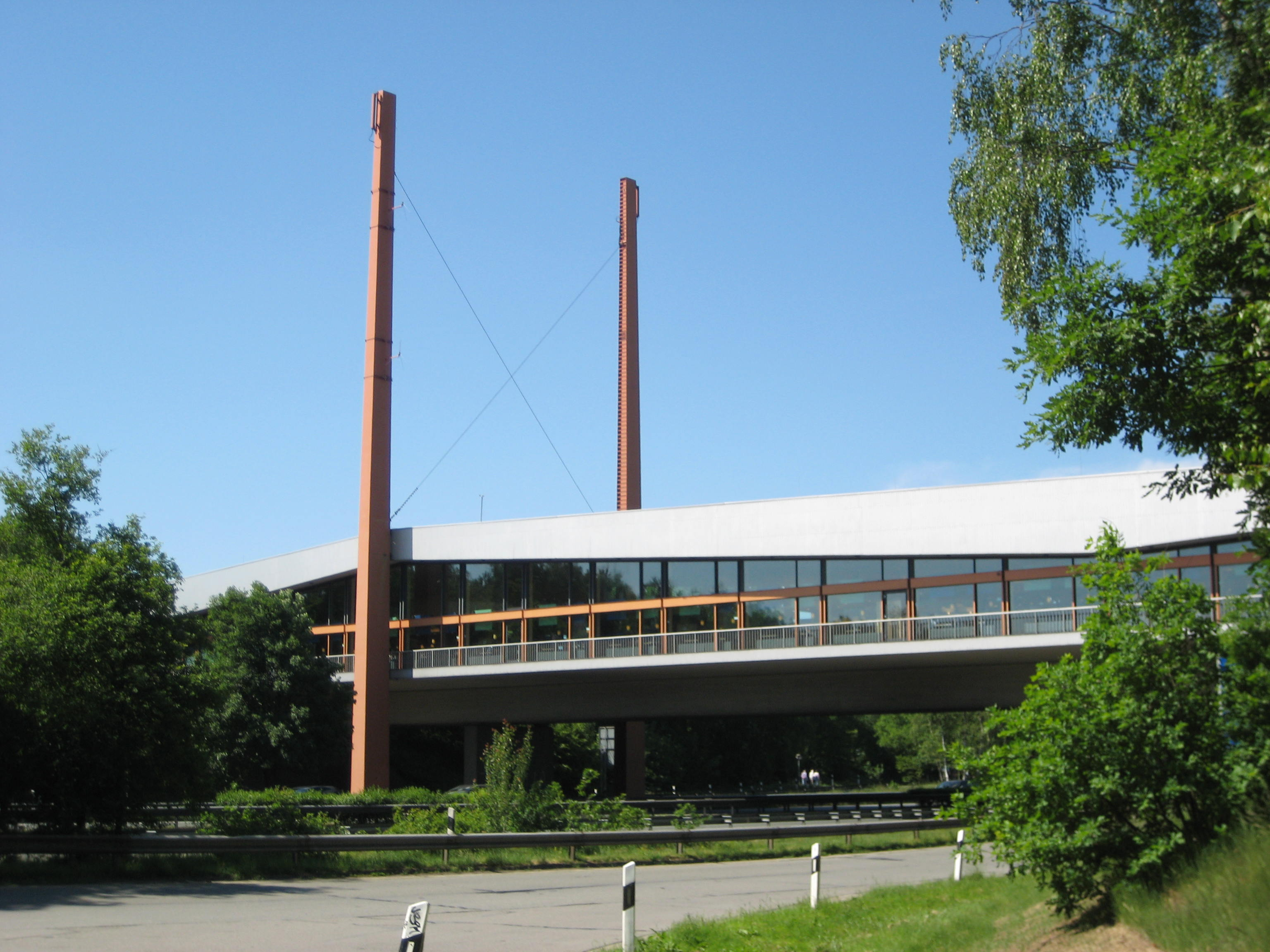
Brorestaurangen Dammer Berge.

A1 börjar öster om Heiligenhafen där förbundsvägen B207 övergår till motorväg. Vägen fortsätter sedan söder ut mot Lübeck. Hela sträckan ifrån Heiligenhafen till Lübeck är det två filer i varje riktning (2+2), hastighetsbegränsning är det förbi Gremersdorf, Oldenburg in Holstein och Neustadt in Holstein-Pelzerhaken med 80, 100 respektive 120 km/h. Resterande del av sträckan är det fri fart. När vägen kommer in de norra delarna av Lübeck blir det hastighetsbegränsning, vilken är satt till 100 och 120 km/h. Vägen blir efter t-korsningen Bad Schwartau sexfilig (3+3), korsningen är bygg så att man kan endast kan komma av eller på ifall man ska eller kommer ifrån söder (Hamburg etc.). Ifall man ska till Travemünde får man ifall man kommer norr ifrån svänga av på avfarten före korsningen och sedan följa en lokalväg för att sedan ta sig in på motorvägen A226 vilken leder mot Travemünde. Efter Lübeck är det sexfilgt (3+3) med fri fart till avfart Ahrensburg, vilket är en förort till Hamburg. I Hamburg möter vägen många andra motorvägar, den första som den möter är A24, som går mot Berlin. Man behöver inte svänga i den korsningen ifall man håller sig i rätt fil. Strax efter att floden Elbe har passerats svänger A1 i t-korsningen Hamburg-Süd. Några kilometer senare kommer vägen fram till Horster Dreieck. Där svänger A1 igen, fortsätter man rakt på kommer man på motorväg A7, vilken går mot Hannover. Den kan vara ett bra alternativ ifall man ska till Ruhrregionen, då den tillsammans med A352 och A2, blir inte mer än några kilometer längre. Sydväst om Hamburg ansluter motorvägen A261, den kan vara ett bra alternativ ifall man kommer ifrån Bremen och ska fortsätta på A7 mot Danmark då den är en genväg. Vägen fortsätter sedan mot Bremen med två filer i vardera riktningen. Vägen håller på att byggas ut så att den kommer att får tre filer i vardera riktningen. Vägen fortsätter sedan vidare en bit västerut innan den svänger söderut. Några mil norr om Osnabrück passerar vägen rastplatsen Dammer Berge, vilken är byggd som en bro över motorvägen. Vägen mellan Bremen och Osnabrück har en hastighetsbegränsning på 120 km/h mellan klockan sex på morgonen och åtta på kvällen. Runt Osnabrück sträcker sig Teutoburger Wald. Det gör vägen blir mer kuperad än tidigare, men det är inget problem för framkomligheten. Någon mil efter Osnabrück upphör Teutoburger Wald och jordbrukslandskapet börjar igen. Vid Münster ansluter motorvägen A43, den ansluter A1 igen vid Wuppertal, skillnaden är att A43 går mer rätt igenom Ruhrområdet än A1 som går öster om. Omkring tre mil söder om Münster börjar Ruhrområdet. Vägen passerar sedan städer som Dortmund, Hagen, Wuppertal och Remscheid innan vägen kommer fram till Köln. Vägen har blandat mellan fyra (2+2) och sex (3+3) filer genom Ruhrområdet. 
När vägen kommer fram till Köln utgör den en del av Kölner Ring.
En liten bit efter Köln vid Erftstadt delar vägen sträckningen en kort bit med motorvägen A61. A1 svänger kort därefter och kommer efter ett tag in i Eifelbergen, där det blir ett avbrott i vägen. Vilken väg man ska ta istället beror på var man ska och vad man har för krav. Utgår man ifrån Köln till Saarbrücken så kan man åka motorvägarna A61 och A48 för att sedan komma på A1 igen. Ska man ifrån Köln till Trier så kan man följa förbundsvägen B51. Kortaste vägen att ta sig förbi avbrottet är att följa förbundsvägarna B258 och B257, om man inte ska in på småvägar. Vägen börjar sedan igen vid Daun och fortsätter sedan söder ut mot Saarland. Vid Nonnweiler svänger vägen. Efter det fortsätter vägen mot Saarbrücken och kommer in i staden nordöst ifrån. Vägen övergår där till förbundsvägen B268.

## Trafikplatser
|                                          | Nummer | Skyltning                                                 | Distrikt/Stad                                  | Förbundsland                      |
| ---------------------------------------- | ------ | --------------------------------------------------------- | ---------------------------------------------- | --------------------------------- |
|                                          |        | Fehmarnbeltbrücke (18570 m, planerad)                     | Kreis Ostholstein                              | Schleswig-Holstein                |
|                                          |        | Fährhafen Puttgarden (Planerad)                           | Kreis Ostholstein                              | Schleswig-Holstein                |
|                                          |        | Burg (Planerad)                                           | Kreis Ostholstein                              | Schleswig-Holstein                |
|                                          |        | Avendorf (Planerad)                                       | Kreis Ostholstein                              | Schleswig-Holstein                |
|                                          |        | Fehmarnsundbrücke (963 m)                                 | Kreis Ostholstein                              | Schleswig-Holstein                |
|                                          |        | Bensinstation                                             | Kreis Ostholstein                              | Schleswig-Holstein                |
|                                          |        | Großenbrode (Planerad)                                    | Kreis Ostholstein                              | Schleswig-Holstein                |
| Vägen övergår i E 47 riktning Puttgarden |        |                                                           |                                                |                                   |
|                                          | 5      | Heiligenhafen-Ost                                         | Kreis Ostholstein                              | Schleswig-Holstein                |
|                                          | 6      | Heiligenhafen-Mitte                                       | Kreis Ostholstein                              | Schleswig-Holstein                |
|                                          | 7      | Gremersdorf                                               | Kreis Ostholstein                              | Schleswig-Holstein                |
|                                          |        | Tunnel Gremersdorf                                        | Kreis Ostholstein                              | Schleswig-Holstein                |
|                                          | 7      | Gremersdorf                                               | Kreis Ostholstein                              | Schleswig-Holstein                |
|                                          | 8      | Jahnshof                                                  | Kreis Ostholstein                              | Schleswig-Holstein                |
|                                          | 9      | Oldenburg in Holstein - Nord                              | Kreis Ostholstein                              | Schleswig-Holstein                |
|                                          | 10     | Oldenburg in Holstein - Mitte                             | Kreis Ostholstein                              | Schleswig-Holstein                |
|                                          | 11     | Oldenburg in Holstein - Süd                               | Kreis Ostholstein                              | Schleswig-Holstein                |
|                                          |        | Damlos                                                    | Kreis Ostholstein                              | Schleswig-Holstein                |
|                                          | 12     | Lensahn                                                   | Kreis Ostholstein                              | Schleswig-Holstein                |
|                                          |        | Hasselburger Mühle                                        | Kreis Ostholstein                              | Schleswig-Holstein                |
|                                          | 13     | Neustadt in Holstein-Pelzerhaken                          | Kreis Ostholstein                              | Schleswig-Holstein                |
|                                          |        | Binnenwasserbrücke (50 m)                                 | Kreis Ostholstein                              | Schleswig-Holstein                |
|                                          | 14     | Neustadt in Holstein - Mitte                              | Kreis Ostholstein                              | Schleswig-Holstein                |
|                                          |        | Neustädter Bucht                                          | Kreis Ostholstein                              | Schleswig-Holstein                |
|                                          | 15     | Eutin                                                     | Kreis Ostholstein                              | Schleswig-Holstein                |
|                                          | 16     | Scharbeutz                                                | Kreis Ostholstein                              | Schleswig-Holstein                |
|                                          | 17     | Pansdorf                                                  | Kreis Ostholstein                              | Schleswig-Holstein                |
|                                          | 18     | Ratekau                                                   | Kreis Ostholstein                              | Schleswig-Holstein                |
|                                          |        | Sereetzerfeld                                             | Kreis Ostholstein                              | Schleswig-Holstein                |
|                                          | 19     | Sereetz                                                   | Kreis Ostholstein                              | Schleswig-Holstein                |
|                                          | 20     | T-Korsning Bad Schwartau                                  | Lübeck                                         | Schleswig-Holstein                |
|                                          |        | Bahnbrücke (170 m)                                        | Kreis Ostholstein                              | Schleswig-Holstein                |
|                                          | 21     | Bad Schwartau                                             | Kreis Ostholstein/Lübeck                       | Schleswig-Holstein                |
|                                          | 22     | Lübeck-Zentrum                                            | Lübeck                                         | Schleswig-Holstein                |
|                                          | 23     | Lübeck-Moisling                                           | Lübeck                                         | Schleswig-Holstein                |
|                                          | 24     | Korsning Lübeck E 22                                      | Kreis Stormarn                                 | Schleswig-Holstein                |
|                                          | 25     | Reinfeld                                                  | Kreis Stormarn                                 | Schleswig-Holstein                |
|                                          |        | Trave                                                     | Kreis Stormarn                                 | Schleswig-Holstein                |
|                                          |        | Travebrücke (70 m)                                        | Kreis Stormarn                                 | Schleswig-Holstein                |
|                                          |        | Melmshöhe                                                 | Kreis Stormarn                                 | Schleswig-Holstein                |
|                                          | 26     | Bad Oldesloe                                              | Kreis Stormarn                                 | Schleswig-Holstein                |
|                                          | 27     | Bargteheide                                               | Kreis Stormarn                                 | Schleswig-Holstein                |
|                                          | 27     | Korsning Bargteheide                                      | Kreis Stormarn                                 | Schleswig-Holstein                |
|                                          |        | Buddikate                                                 | Kreis Stormarn                                 | Schleswig-Holstein                |
|                                          | 28     | Ahrensburg                                                | Kreis Stormarn                                 | Schleswig-Holstein                |
|                                          |        | Ohlendiek                                                 | Kreis Stormarn                                 | Schleswig-Holstein                |
|                                          |        | Ellerbrook                                                | Kreis Stormarn                                 | Schleswig-Holstein                |
|                                          | 29     | Stapelfeld                                                | Kreis Stormarn                                 | Schleswig-Holstein                |
|                                          | 30     | Barsbüttel                                                | Kreis Stormarn                                 | Schleswig-Holstein                |
|                                          | 31     | Korsning Hamburg-Ost E 26                                 | Kreis Stormarn / Hamburg                       | Schleswig-Holstein / Hamburg      |
|                                          | 32     | Hamburg-Öjendorf                                          | Hamburg                                        | Hamburg                           |
|                                          |        | Brücke Glinder Au (100 m)                                 | Hamburg                                        | Hamburg                           |
|                                          | 33     | Hamburg-Billstedt                                         | Hamburg                                        | Hamburg                           |
|                                          |        | Tunnel Billwerder-Moorfleet (243 m)                       | Hamburg                                        | Hamburg                           |
|                                          | 34     | Hamburg-Moorfleet                                         | Hamburg                                        | Hamburg                           |
|                                          | 35     | T-Korsning Hamburg-Südost                                 | Hamburg                                        | Hamburg                           |
|                                          |        | Norderelbbrücke (411 m)                                   | Hamburg                                        | Hamburg                           |
|                                          | 36     | Korsning Hamburg-Süd                                      | Hamburg                                        | Hamburg                           |
|                                          |        | Hamburg-Stillhorn                                         | Hamburg                                        | Hamburg                           |
|                                          | 37     | Hamburg-Stillhorn                                         | Hamburg                                        | Hamburg                           |
|                                          |        | Süderelbbrücke (330 m)                                    | Hamburg                                        | Hamburg                           |
|                                          | 38     | Hamburg-Harburg                                           | Hamburg                                        | Hamburg                           |
|                                          |        | Restaurang, Bensinstation & Motel (Planerad)              | Landkreis Harburg                              | Niedersachsen                     |
|                                          |        | Bahnbrücke (50 m)                                         | Landkreis Harburg                              | Niedersachsen                     |
|                                          |        | Seevebrücke (60 m)                                        | Landkreis Harburg                              | Niedersachsen                     |
|                                          | 39     | Maschener Kreuz E 45                                      | Landkreis Harburg                              | Niedersachsen                     |
|                                          | 40     | Horster Dreieck E 45                                      | Landkreis Harburg                              | Niedersachsen                     |
|                                          | 41     | Seevetal-Hittfeld                                         | Landkreis Harburg                              | Niedersachsen                     |
|                                          |        | Sunderblick/Hittfeld-Süd                                  | Landkreis Harburg                              | Niedersachsen                     |
|                                          | 42     | Dibbersen                                                 | Landkreis Harburg                              | Niedersachsen                     |
|                                          | 43     | Buchholzer Dreieck                                        | Landkreis Harburg                              | Niedersachsen                     |
|                                          | 44     | Rade                                                      | Landkreis Harburg                              | Niedersachsen                     |
|                                          |        | Hollenstedt/Aarbachkate                                   | Landkreis Harburg                              | Niedersachsen                     |
|                                          | 45     | Hollenstedt                                               | Landkreis Harburg                              | Niedersachsen                     |
|                                          |        | Stellheide                                                | Landkreis Harburg                              | Niedersachsen                     |
|                                          |        | Stellheide                                                | Landkreis Harburg                              | Niedersachsen                     |
|                                          | 46     | Heidenau                                                  | Landkreis Harburg                              | Niedersachsen                     |
|                                          |        | Heidenau                                                  | Landkreis Harburg                              | Niedersachsen                     |
|                                          |        | Freetz                                                    | Landkreis Rotenburg                            | Niedersachsen                     |
|                                          |        | Ostetal                                                   | Landkreis Rotenburg                            | Niedersachsen                     |
|                                          | 47     | Sittensen                                                 | Landkreis Rotenburg                            | Niedersachsen                     |
|                                          |        |                                                           | Landkreis Rotenburg                            | Niedersachsen                     |
|                                          | 48     | Elsdorf                                                   | Landkreis Rotenburg                            | Niedersachsen                     |
|                                          |        | Bockel/Mulmshorn                                          | Landkreis Rotenburg                            | Niedersachsen                     |
|                                          | 49     | Bockel                                                    | Landkreis Rotenburg                            | Niedersachsen                     |
|                                          |        | Reeßum/Glüversborstel                                     | Landkreis Rotenburg                            | Niedersachsen                     |
|                                          | 50     | Stuckenborstel                                            | Landkreis Rotenburg                            | Niedersachsen                     |
|                                          |        | Grundbergsee                                              | Landkreis Rotenburg                            | Niedersachsen                     |
|                                          |        | Wümmebrücke (321 m)                                       | Landkreis Rotenburg                            | Niedersachsen                     |
|                                          | 51     | Posthausen                                                | Landkreis Verden                               | Niedersachsen                     |
|                                          |        | Parkering                                                 | Landkreis Verden                               | Niedersachsen                     |
|                                          | 52     | Oyten                                                     | Landkreis Verden                               | Niedersachsen                     |
|                                          |        | Oyten                                                     | Landkreis Verden                               | Niedersachsen                     |
|                                          | 53     | Bremer Kreuz E 234                                        | Landkreis Verden                               | Niedersachsen                     |
|                                          | 54     | Uphusen/Bremen-Mahndorf                                   | Landkreis Verden                               | Niedersachsen                     |
|                                          |        | Marmdorfer Marsch                                         | Bremen                                         | Bremen                            |
|                                          | 55     | Bremen-Hemelingen                                         | Bremen                                         | Bremen                            |
|                                          |        | Weserbrücke (570 m)                                       | Bremen/Landkreis Diepholz                      | Bremen/Niedersachsen              |
|                                          | 56     | Bremen-Arsten                                             | Bremen                                         | Bremen                            |
|                                          |        | Alken                                                     | Bremen                                         | Bremen                            |
|                                          |        | Krumhörens Kuhlen                                         | Bremen                                         | Bremen                            |
|                                          | 57     | Bremen/Brinkum                                            | Landkreis Diepholz                             | Niedersachsen                     |
|                                          | 58a    | T-Korsning Stuhr E 22                                     | Landkreis Diepholz                             | Niedersachsen                     |
|                                          | 58b    | Delmenhorst-Ost                                           | Landkreis Diepholz                             | Niedersachsen                     |
|                                          |        |                                                           | Landkreis Diepholz                             | Niedersachsen                     |
|                                          |        |                                                           | Landkreis Diepholz                             | Niedersachsen                     |
|                                          | 59     | Groß Ippener                                              | Landkreis Oldenburg                            | Niedersachsen                     |
|                                          |        | Oldenburg/Groß Ippener                                    | Landkreis Oldenburg                            | Niedersachsen                     |
|                                          |        | Prinzhöfte                                                | Landkreis Oldenburg                            | Niedersachsen                     |
|                                          |        |                                                           | Landkreis Oldenburg                            | Niedersachsen                     |
|                                          | 60     | Wildeshausen-Nord                                         | Landkreis Oldenburg                            | Niedersachsen                     |
|                                          |        | Wildeshausen                                              | Landkreis Oldenburg                            | Niedersachsen                     |
|                                          |        | Huntebrücke (70 m)                                        | Landkreis Oldenburg                            | Niedersachsen                     |
|                                          |        |                                                           | Landkreis Oldenburg                            | Niedersachsen                     |
|                                          |        | Wildeshausen                                              | Landkreis Oldenburg                            | Niedersachsen                     |
|                                          | 61     | Wildeshausen-West E 233                                   | Landkreis Oldenburg                            | Niedersachsen                     |
|                                          |        | Ahlhorn/Varnhorn                                          | Landkreis Oldenburg                            | Niedersachsen                     |
|                                          | 62     | Ahlhorner Heide                                           | Landkreis Cloppenburg                          | Niedersachsen                     |
|                                          | 62     | T-Korsning Ahlhorner Heide                                | Landkreis Cloppenburg                          | Niedersachsen                     |
|                                          |        | Gartfeld                                                  | Landkreis Cloppenburg                          | Niedersachsen                     |
|                                          |        | Drantumer Mühle                                           | Landkreis Cloppenburg                          | Niedersachsen                     |
|                                          | 63     | Cloppenburg                                               | Landkreis Cloppenburg                          | Niedersachsen                     |
|                                          |        |                                                           | Landkreis Cloppenburg                          | Niedersachsen                     |
|                                          | 64     | Vechta                                                    | Landkreis Vechta                               | Niedersachsen                     |
|                                          |        | Hausstette/Vossberg                                       | Landkreis Vechta                               | Niedersachsen                     |
|                                          | 65     | Lohne/Dinklage                                            | Landkreis Vechta                               | Niedersachsen                     |
|                                          |        | Dinklage                                                  | Landkreis Vechta                               | Niedersachsen                     |
|                                          |        | Brockdorf                                                 | Landkreis Vechta                               | Niedersachsen                     |
|                                          |        | Holdorf                                                   | Landkreis Vechta                               | Niedersachsen                     |
|                                          | 66     | Holdorf                                                   | Landkreis Vechta                               | Niedersachsen                     |
|                                          |        | Fladderlohhausen/Holdorf                                  | Landkreis Vechta                               | Niedersachsen                     |
|                                          |        | Dammer Berge (Brorestaurang)                              | Landkreis Vechta                               | Niedersachsen                     |
|                                          |        | Vägkyrka                                                  | Landkreis Vechta                               | Niedersachsen                     |
|                                          |        | Neuenkirchen/Clemens-August-Dorf                          | Landkreis Vechta                               | Niedersachsen                     |
|                                          | 67     | Neuenkirchen-Vörden                                       | Landkreis Vechta                               | Niedersachsen                     |
|                                          |        | Riest/Vörden                                              | Landkreis Osnabrück                            | Niedersachsen                     |
|                                          |        |                                                           | Landkreis Osnabrück                            | Niedersachsen                     |
|                                          |        |                                                           | Landkreis Osnabrück                            | Niedersachsen                     |
|                                          | 68     | Bramsche                                                  | Landkreis Osnabrück                            | Niedersachsen                     |
|                                          | 69     | T-Korsning Wallenhorst (Planerad)                         | Landkreis Osnabrück                            | Niedersachsen                     |
|                                          |        |                                                           | Landkreis Osnabrück                            | Niedersachsen                     |
|                                          | 70     | Osnabrück-Nord                                            | Landkreis Osnabrück                            | Niedersachsen                     |
|                                          |        | Brücke Hasetal/Zweigkanal (260 m)                         | Osnabrück/Kreis Steinfurt                      | Niedersachsen/Nordrhein-Westfalen |
|                                          |        | Hasetal                                                   | Kreis Steinfurt                                | Nordrhein-Westfalen               |
|                                          | 71     | Osnabrück-Hafen                                           | Kreis Steinfurt/Osnabrück                      | Nordrhein-Westfalen/Niedersachsen |
|                                          |        | Dütebrücke (280 m)                                        | Osnabrück                                      | Niedersachsen                     |
|                                          | 72     | Korsning Lotte/Osnabrück E 30                             | Kreis Steinfurt                                | Nordrhein-Westfalen               |
|                                          |        | Habichtswald/Petersberg                                   | Kreis Steinfurt                                | Nordrhein-Westfalen               |
|                                          |        | Tecklenburger Land                                        | Kreis Steinfurt                                | Nordrhein-Westfalen               |
|                                          |        | Talbrücke Habichtswald (260 m)                            | Kreis Steinfurt                                | Nordrhein-Westfalen               |
|                                          |        | Talbrücke Smanforde (110 m)                               | Kreis Steinfurt                                | Nordrhein-Westfalen               |
|                                          |        | Talbrücke Exterheide (430 m)                              | Kreis Steinfurt                                | Nordrhein-Westfalen               |
|                                          |        | Exterheide/Bashake                                        | Kreis Steinfurt                                | Nordrhein-Westfalen               |
|                                          | 73     | Lengerich                                                 | Kreis Steinfurt                                | Nordrhein-Westfalen               |
|                                          |        | Wechte/Sonnenhügel                                        | Kreis Steinfurt                                | Nordrhein-Westfalen               |
|                                          |        | Settel                                                    | Kreis Steinfurt                                | Nordrhein-Westfalen               |
|                                          |        | Buddenkuhle                                               | Kreis Steinfurt                                | Nordrhein-Westfalen               |
|                                          | 74     | Ladbergen                                                 | Kreis Steinfurt                                | Nordrhein-Westfalen               |
|                                          |        | Aabach/Mühlenbach                                         | Kreis Steinfurt                                | Nordrhein-Westfalen               |
|                                          |        | Brücke Dortmund-Ems-Kanal (110 m)                         | Kreis Steinfurt                                | Nordrhein-Westfalen               |
|                                          | 75     | Flughafen Münster-Osnabrück                               | Kreis Steinfurt                                | Nordrhein-Westfalen               |
|                                          |        | Hüttruper Heide                                           | Kreis Steinfurt                                | Nordrhein-Westfalen               |
|                                          |        | Kroner Heide                                              | Kreis Steinfurt                                | Nordrhein-Westfalen               |
|                                          |        | Maestruper Brook                                          | Kreis Steinfurt                                | Nordrhein-Westfalen               |
|                                          | 76     | Greven                                                    | Kreis Steinfurt                                | Nordrhein-Westfalen               |
|                                          |        | Emsbrücke (80 m)                                          | Kreis Steinfurt                                | Nordrhein-Westfalen               |
|                                          |        | Ems-Flutbrücke (168 m)                                    | Kreis Steinfurt                                | Nordrhein-Westfalen               |
|                                          |        | Gimbter Heide/Klaterberg                                  | Kreis Steinfurt                                | Nordrhein-Westfalen               |
|                                          |        | Plugger Heide                                             | Münster                                        | Nordrhein-Westfalen               |
|                                          | 77     | Münster-Nord                                              | Münster                                        | Nordrhein-Westfalen               |
|                                          |        | Münsterland                                               | Münster                                        | Nordrhein-Westfalen               |
|                                          |        | Vägkyrka                                                  | Münster                                        | Nordrhein-Westfalen               |
|                                          | 78     | Korsning Münster-Süd                                      | Münster                                        | Nordrhein-Westfalen               |
|                                          | 79a    | Münster-Hiltrup                                           | Münster                                        | Nordrhein-Westfalen               |
|                                          |        | Kibitzhain/Erlenbruch                                     | Münster                                        | Nordrhein-Westfalen               |
|                                          |        | Brücke Dortmund-Ems-Kanal (120 m)                         | Münster                                        | Nordrhein-Westfalen               |
|                                          |        | Davert/Weißes Venn                                        | Kreis Coesfeld                                 | Nordrhein-Westfalen               |
|                                          |        | Kurze Geist/Hohe Heide                                    | Kreis Coesfeld                                 | Nordrhein-Westfalen               |
|                                          | 79     | Ascheberg                                                 | Kreis Coesfeld                                 | Nordrhein-Westfalen               |
|                                          |        | Eichengrund/Im Mersch                                     | Kreis Coesfeld                                 | Nordrhein-Westfalen               |
|                                          |        | Westerwinkel/Hasenkämpe                                   | Kreis Coesfeld                                 | Nordrhein-Westfalen               |
|                                          | 80     | Hamm-Bockum/Werne                                         | Kreis Unna                                     | Nordrhein-Westfalen               |
|                                          |        | Fuchs-Eggen/An der Landwehr                               | Kreis Unna                                     | Nordrhein-Westfalen               |
|                                          |        | Lippebrücke (125 m)                                       | Kreis Unna/Hamm                                | Nordrhein-Westfalen               |
|                                          |        | Brücke Datteln-Hamm-Kanal (60 m)                          | Hamm                                           | Nordrhein-Westfalen               |
|                                          | 81     | Hamm/Bergkamen                                            | Hamm                                           | Nordrhein-Westfalen               |
|                                          |        | Overberger Busch/Haus Reck                                | Hamm                                           | Nordrhein-Westfalen               |
|                                          | 82     | Kamener Kreuz E 34                                        | Kreis Unna                                     | Nordrhein-Westfalen               |
|                                          |        | Bahnstrecke Dortmund–Hamm                                 | Kreis Unna                                     | Nordrhein-Westfalen               |
|                                          | 83     | Kamen-Zentrum                                             | Kreis Unna                                     | Nordrhein-Westfalen               |
|                                          |        | Dortmund-Wickede                                          | Kreis Unna                                     | Nordrhein-Westfalen               |
|                                          | 84     | Unna                                                      | Kreis Unna                                     | Nordrhein-Westfalen               |
|                                          | 84     | Korsning Dortmund/Unna E 331                              | Kreis Unna                                     | Nordrhein-Westfalen               |
|                                          |        | Liedbachtalbrücke (300 m)                                 | Kreis Unna                                     | Nordrhein-Westfalen               |
|                                          |        | Lichtendorf                                               | Kreis Unna/Dortmund                            | Nordrhein-Westfalen               |
|                                          |        | Talbrücke Block Heide (230 m)                             | Kreis Unna                                     | Nordrhein-Westfalen               |
|                                          | 85     | Schwerte                                                  | Kreis Unna                                     | Nordrhein-Westfalen               |
|                                          | 86     | Westhofener Kreuz E 41                                    | Kreis Unna                                     | Nordrhein-Westfalen               |
|                                          |        | Talbrücke Bahnhof Westhofen (102 m)                       | Kreis Unna                                     | Nordrhein-Westfalen               |
|                                          |        | Ruhrtalbrücke (240 m)                                     | Kreis Unna/Hagen                               | Nordrhein-Westfalen               |
|                                          |        | Lennhof                                                   | Hagen                                          | Nordrhein-Westfalen               |
|                                          |        | An der Heimke                                             | Hagen                                          | Nordrhein-Westfalen               |
|                                          |        | Lennebrücke (197 m)                                       | Hagen                                          | Nordrhein-Westfalen               |
|                                          |        | Talbrücke Bahnhof Kabel (149 m)                           | Hagen                                          | Nordrhein-Westfalen               |
|                                          | 87     | Hagen-Nord                                                | Hagen                                          | Nordrhein-Westfalen               |
|                                          |        | Bahnbrücke (90 m)                                         | Hagen                                          | Nordrhein-Westfalen               |
|                                          |        | Volmebrücke (160 m)                                       | Hagen                                          | Nordrhein-Westfalen               |
|                                          |        | Tunnel Vorhalle (121 m)                                   | Hagen                                          | Nordrhein-Westfalen               |
|                                          | 88     | Hagen-West                                                | Hagen                                          | Nordrhein-Westfalen               |
|                                          |        | Eichenkamp/Funckenhausen                                  | Hagen                                          | Nordrhein-Westfalen               |
|                                          |        | Talbrücke Volmarstein (320 m)                             | Hagen                                          | Nordrhein-Westfalen               |
|                                          | 89     | Volmarstein                                               | Ennepe-Ruhr-Kreis                              | Nordrhein-Westfalen               |
|                                          | 90     | Gevelsberg                                                | Ennepe-Ruhr-Kreis                              | Nordrhein-Westfalen               |
|                                          |        | Bruchmühle / Klosterholz                                  | Ennepe-Ruhr-Kreis                              | Nordrhein-Westfalen               |
|                                          | 91     | Haßlinghausen (Planerad)                                  | Ennepe-Ruhr-Kreis                              | Nordrhein-Westfalen               |
|                                          | 92     | Korsning Wuppertal-Nord                                   | Ennepe-Ruhr-Kreis                              | Nordrhein-Westfalen               |
|                                          | 93     | Wuppertal-Langerfeld                                      | Ennepe-Ruhr-Kreis/Wuppertal                    | Nordrhein-Westfalen               |
|                                          |        | Schwelmetalbrücke (210 m)                                 | Wuppertal                                      | Nordrhein-Westfalen               |
|                                          |        | Talbrücke Langerfeld (325 m)                              | Wuppertal                                      | Nordrhein-Westfalen               |
|                                          |        | Ehrenberg/Kucksiepen                                      | Wuppertal                                      | Nordrhein-Westfalen               |
|                                          |        | Wuppertalbrücke Öhde (418 m)                              | Wuppertal                                      | Nordrhein-Westfalen               |
|                                          |        | Wuppertal-Lichtenplatz (Planerad)                         | Wuppertal                                      | Nordrhein-Westfalen               |
|                                          | 94     | Wuppertal-Ronsdorf                                        | Wuppertal                                      | Nordrhein-Westfalen               |
|                                          | 95a    | Remscheid-Lennep                                          | Remscheid                                      | Nordrhein-Westfalen               |
|                                          |        | Diepmannsbachtalbrücke (270 m/296 m)                      | Remscheid                                      | Nordrhein-Westfalen               |
|                                          | 95b    | Remscheid                                                 | Remscheid                                      | Nordrhein-Westfalen               |
|                                          |        | Eschbachtalbrücke (50 m)                                  | Remscheid                                      | Nordrhein-Westfalen               |
|                                          |        | Remscheid                                                 | Remscheid/Rheinisch-Bergischer Kreis           | Nordrhein-Westfalen               |
|                                          |        | Talbrücke Mebusmühle (130 m)                              | Rheinisch-Bergischer Kreis                     | Nordrhein-Westfalen               |
| ]                                        |        | Höllenbachtalbrücke (318 m)                               | Rheinisch-Bergischer Kreis                     | Nordrhein-Westfalen               |
|                                          |        | Einsiedelsteintalbrücke (193 m)                           | Rheinisch-Bergischer Kreis                     | Nordrhein-Westfalen               |
|                                          | 96     | Wermelskirchen                                            | Rheinisch-Bergischer Kreis                     | Nordrhein-Westfalen               |
|                                          |        | Talbrücke Bruchermühle (150 m)                            | Rheinisch-Bergischer Kreis                     | Nordrhein-Westfalen               |
|                                          | 97     | Burscheid                                                 | Rheinisch-Bergischer Kreis                     | Nordrhein-Westfalen               |
|                                          |        | Talbrücke Lambertsmühle (130 m)                           | Rheinisch-Bergischer Kreis                     | Nordrhein-Westfalen               |
|                                          |        | Talbrücke Köttersbach (140 m)                             | Rheinisch-Bergischer Kreis/Leverkusen          | Nordrhein-Westfalen               |
|                                          | 98     | Korsning Leverkusen E 35                                  | Leverkusen                                     | Nordrhein-Westfalen               |
|                                          |        | Hochstraße (928 m)                                        | Leverkusen                                     | Nordrhein-Westfalen               |
|                                          | 99     | Korsning Leverkusen-West                                  | Leverkusen                                     |                                   |
|                                          |        | Hochstraße (527 m)                                        | Leverkusen                                     | Nordrhein-Westfalen               |
|                                          |        | Leverkusener Brücke (1061 m)                              | Leverkusen/Köln                                | Nordrhein-Westfalen               |
|                                          | 100    | Köln-Niehl                                                | Köln                                           | Nordrhein-Westfalen               |
|                                          |        | Tunnel (90 m)                                             | Köln                                           | Nordrhein-Westfalen               |
|                                          | 101    | Korsning Köln-Nord E 31                                   | Köln                                           | Nordrhein-Westfalen               |
|                                          | 102    | Köln-Bocklemünd                                           | Köln                                           | Nordrhein-Westfalen               |
|                                          |        | Tunnel Einhausung Lövenich (1550m)                        | Köln                                           | Nordrhein-Westfalen               |
|                                          | 103    | Köln-Lövenich (Avfarten i tunnel när vägarbetet är klart) | Köln                                           | Nordrhein-Westfalen               |
|                                          | 104    | Autobahnkreuz Köln-West E 40                              | Köln                                           | Nordrhein-Westfalen               |
|                                          | 104    | Frechen                                                   | Köln/Rhein-Erft-Kreis                          | Nordrhein-Westfalen               |
|                                          | 105    | Gleuel                                                    | Rhein-Erft-Kreis                               | Nordrhein-Westfalen               |
|                                          |        | Ville                                                     | Rhein-Erft-Kreis                               | Nordrhein-Westfalen               |
|                                          | 106    | Hürth                                                     | Rhein-Erft-Kreis                               | Nordrhein-Westfalen               |
|                                          | 107    | T-Korsning Erfttal E 31                                   | Rhein-Erft-Kreis                               | Nordrhein-Westfalen               |
|                                          | 108    | Erftstadt 265n                                            | Rhein-Erft-Kreis                               | Nordrhein-Westfalen               |
|                                          | 109    | Korsning Bliesheim E 31                                   | Rhein-Erft-Kreis/Kreis Euskirchen              | Nordrhein-Westfalen               |
|                                          |        | Oberste Heide                                             | Kreis Euskirchen/Rhein-Erft-Kreis              | Nordrhein-Westfalen               |
|                                          | 110    | Euskirchen (Norra avfarten)                               | Kreis Euskirchen                               | Nordrhein-Westfalen               |
|                                          | 110    | Euskirchen (Södra avfarten)                               | Kreis Euskirchen                               | Nordrhein-Westfalen               |
|                                          | 111    | Wisskirchen                                               | Kreis Euskirchen                               | Nordrhein-Westfalen               |
|                                          |        | Veybachbrücke (50 m)                                      | Kreis Euskirchen                               | Nordrhein-Westfalen               |
|                                          |        | Bahn- und Straßenbrücke (80 m)                            | Kreis Euskirchen                               | Nordrhein-Westfalen               |
|                                          |        | Grüner Winkel (Planeras att ersättas av )                 | Kreis Euskirchen                               | Nordrhein-Westfalen               |
|                                          |        | Talbrücke Krebsbachtal (480 m)                            | Kreis Euskirchen                               | Nordrhein-Westfalen               |
|                                          | 112    | Bad Münstereifel/Mechernich                               | Kreis Euskirchen                               | Nordrhein-Westfalen               |
|                                          | 113    | Nettersheim                                               | Kreis Euskirchen                               | Nordrhein-Westfalen               |
|                                          |        | Talbrücke Zingsheimer Wald (810 m)                        | Kreis Euskirchen                               | Nordrhein-Westfalen               |
|                                          |        | Engelgau                                                  | Kreis Euskirchen                               | Nordrhein-Westfalen               |
|                                          | 114    | Blankenheim/Tondorf E 29                                  | Kreis Euskirchen                               | Nordrhein-Westfalen               |
|                                          |        | Provisorisk Påfart                                        | Kreis Euskirchen                               | Nordrhein-Westfalen               |
| Avbrott - Utbyggnad planeras             |        |                                                           |                                                |                                   |
|                                          |        | Grünbrücke (Planerad)                                     |                                                |                                   |
|                                          | 115    | Lommersdorf (Planerad)                                    |                                                |                                   |
|                                          |        | Aulbachtalbrücke (920 m, planerad)                        |                                                |                                   |
|                                          |        | (Planerad)                                                |                                                |                                   |
|                                          |        | Ahrtalbrücke (840 m, planerad)                            |                                                |                                   |
|                                          | 116    | Adenau (Planerad)                                         |                                                |                                   |
|                                          |        | Talbrücke Nohner Bach Nord (Planerad)                     |                                                |                                   |
|                                          |        | Talbrücke (100 m, planerad)                               |                                                |                                   |
|                                          |        | Talbrücke Hollerseifen (Planerad)                         |                                                |                                   |
|                                          |        | Talbrücke Nohner Bach Süd (Planerad)                      |                                                |                                   |
|                                          |        | Talbrücke Heyroth (Planerad)                              |                                                |                                   |
|                                          |        | Talbrücke Haiental (Planerad)                             |                                                |                                   |
|                                          |        | Talbrücke Bongard (Planerad)                              |                                                |                                   |
|                                          |        | Talbrücke Grünbach (Planerad)                             |                                                |                                   |
|                                          |        | (Planerad)                                                |                                                |                                   |
|                                          | 117    | Kelberg                                                   |                                                |                                   |
|                                          |        | Talbrücke Königsuhr (121 m)                               |                                                |                                   |
|                                          | 118    | Gerolstein                                                |                                                |                                   |
|                                          |        | Talbrücke Jeichensuhr (129 m)                             |                                                |                                   |
|                                          |        | Liesertalbrücke (578 m)                                   |                                                |                                   |
|                                          |        | Talbrücke Maubach (234 m)                                 | Landkreis Vulkaneifel                          | Rheinland-Pfalz                   |
|                                          |        | Talbrücke Hörscheid (167 m)                               | Landkreis Vulkaneifel                          | Rheinland-Pfalz                   |
|                                          | 119    | Daun                                                      | Landkreis Vulkaneifel                          | Rheinland-Pfalz                   |
|                                          | 120    | T-Korsning Vulkaneifel E 44                               | Landkreis Vulkaneifel                          | Rheinland-Pfalz                   |
|                                          | 121    | Mehren                                                    | Landkreis Vulkaneifel                          | Rheinland-Pfalz                   |
|                                          |        | Schalkenmehren                                            | Landkreis Vulkaneifel                          | Rheinland-Pfalz                   |
|                                          |        | Udler                                                     | Landkreis Vulkaneifel                          | Rheinland-Pfalz                   |
|                                          | 122    | Manderscheid                                              | Landkreis Bernkastel-Wittlich                  | Rheinland-Pfalz                   |
|                                          |        | Eifel                                                     | Landkreis Bernkastel-Wittlich                  | Rheinland-Pfalz                   |
|                                          | 123    | Hasborn                                                   | Landkreis Bernkastel-Wittlich                  | Rheinland-Pfalz                   |
|                                          |        | Flußbach                                                  | Landkreis Bernkastel-Wittlich                  | Rheinland-Pfalz                   |
|                                          | 124    | Wittlich-Nord (Planerad)                                  | Landkreis Bernkastel-Wittlich                  | Rheinland-Pfalz                   |
|                                          |        | Lüxem                                                     | Landkreis Bernkastel-Wittlich                  | Rheinland-Pfalz                   |
|                                          | 125    | Wittlich-Mitte E 42                                       | Landkreis Bernkastel-Wittlich                  | Rheinland-Pfalz                   |
|                                          |        | Liesertalbrücke (240 m)                                   | Landkreis Bernkastel-Wittlich                  | Rheinland-Pfalz                   |
|                                          | 126    | Korsning Wittlich E 62                                    | Landkreis Bernkastel-Wittlich                  | Rheinland-Pfalz                   |
|                                          |        | Grünbrücke (50 m)                                         | Landkreis Bernkastel-Wittlich                  | Rheinland-Pfalz                   |
|                                          |        | Salmrohr/Pohlbach                                         | Landkreis Bernkastel-Wittlich                  | Rheinland-Pfalz                   |
|                                          | 127    | Salmtal                                                   | Landkreis Bernkastel-Wittlich                  | Rheinland-Pfalz                   |
|                                          |        | Salmtalbrücke (90 m)                                      | Landkreis Bernkastel-Wittlich                  | Rheinland-Pfalz                   |
|                                          |        | Hetzerath/Rivenich                                        | Landkreis Bernkastel-Wittlich                  | Rheinland-Pfalz                   |
|                                          | 128    | Föhren                                                    | Landkreis Bernkastel-Wittlich                  | Rheinland-Pfalz                   |
|                                          | 129    | Schweich                                                  | Landkreis Trier-Saarburg                       | Rheinland-Pfalz                   |
|                                          |        | Moseltalbrücke (987 m)                                    | Landkreis Trier-Saarburg                       | Rheinland-Pfalz                   |
|                                          | 130    | T-Korsning Moseltal E 44 E 422                            | Landkreis Trier-Saarburg                       | Rheinland-Pfalz                   |
|                                          |        | Fellerbachtalbrücke (829 m)                               | Landkreis Trier-Saarburg                       | Rheinland-Pfalz                   |
|                                          |        | Molesbachtalbrücke (280 m)                                | Landkreis Trier-Saarburg                       | Rheinland-Pfalz                   |
|                                          |        | Mehringer Höhe                                            | Landkreis Trier-Saarburg                       | Rheinland-Pfalz                   |
|                                          | 131    | Mehring                                                   | Landkreis Trier-Saarburg                       | Rheinland-Pfalz                   |
|                                          |        | Hochwald                                                  | Landkreis Trier-Saarburg                       | Rheinland-Pfalz                   |
|                                          | 132    | Reinsfeld                                                 | Landkreis Trier-Saarburg                       | Rheinland-Pfalz                   |
|                                          | 133    | Hermeskeil                                                | Landkreis Trier-Saarburg                       | Rheinland-Pfalz                   |
|                                          |        | Katzenberg/Steiner Wald                                   | Landkreis Trier-Saarburg                       | Rheinland-Pfalz                   |
|                                          |        | Lösterbachtalbrücke (644 m)                               | Landkreis Trier-Saarburg/Landkreis St. Wendel  | Rheinland-Pfalz/Saarland          |
|                                          | 134    | Bierfeld                                                  | Landkreis St. Wendel                           | Saarland                          |
|                                          |        | Primstalbrücke (686 m)                                    | Landkreis St. Wendel                           | Saarland                          |
|                                          | 135    | T-Korsning Nonnweiler                                     | Landkreis St. Wendel                           | Saarland                          |
|                                          | 136    | Otzenhausen                                               | Landkreis St. Wendel                           | Saarland                          |
|                                          |        | Münzbachtalbrücke (230 m)                                 | Landkreis St. Wendel                           | Saarland                          |
|                                          | 137    | Braunshausen                                              | Landkreis St. Wendel                           | Saarland                          |
|                                          |        | Kastel                                                    | Landkreis St. Wendel                           | Saarland                          |
|                                          |        | Peterberg                                                 | Landkreis St. Wendel                           | Saarland                          |
|                                          |        | Talbrücke Mettnich (320 m)                                | Landkreis St. Wendel                           | Saarland                          |
|                                          | 138    | Primstal                                                  | Landkreis St. Wendel                           | Saarland                          |
|                                          |        | Sombach-Mühle                                             | Landkreis St. Wendel                           | Saarland                          |
|                                          | 139    | Tholey-Hasborn                                            | Landkreis St. Wendel                           | Saarland                          |
|                                          |        | Schaumberg-Kreuz                                          | Landkreis St. Wendel                           | Saarland                          |
|                                          |        | Straßenbrücke (70 m)                                      |                                                |                                   |
|                                          | 140    | Tholey                                                    | Landkreis St. Wendel                           | Saarland                          |
|                                          |        | Schellenbach                                              | Saarlouis                                      | Saarland                          |
|                                          |        | Klingelfloßtalbrücke (390 m)                              | Landkreis Neunkirchen                          | Saarland                          |
|                                          | 141    | Eppelborn                                                 | Landkreis Neunkirchen                          | Saarland                          |
|                                          |        | Illtalbrücke (170 m)                                      | Landkreis Neunkirchen                          | Saarland                          |
|                                          | 142    | Illingen                                                  | Landkreis Neunkirchen                          | Saarland                          |
|                                          | 143    | Korsning Saarbrücken                                      | Stadtverband Saarbrücken/Landkreis Neunkirchen | Saarland                          |
|                                          | 144    | Quierschied                                               | Stadtverband Saarbrücken                       | Saarland                          |
|                                          | 145    | Holz                                                      | Stadtverband Saarbrücken                       | Saarland                          |
|                                          |        | Neuhaus                                                   | Stadtverband Saarbrücken                       | Saarland                          |
|                                          | 146    | Riegelsberg                                               | Stadtverband Saarbrücken                       | Saarland                          |
|                                          | 147    | Saarbrücken-Neuhaus                                       | Stadtverband Saarbrücken                       | Saarland                          |
|                                          | 148    | Saarbrücken-Von der Heydt                                 | Stadtverband Saarbrücken                       | Saarland                          |
|                                          | 150    | Saarbrücken-Burbach                                       | Stadtverband Saarbrücken                       | Saarland                          |
|                                          |        | Vägen övergår i E 422                                     | Stadtverband Saarbrücken                       | Saarland                          |